# Ledøje-Smørum
Ledøje-Smørum est une municipalité du département de Copenhague, dans l'est de l'île de Sjælland au Danemark.